# Spectrométrie de masse des ions secondaires
La spectrométrie de masse des ions secondaires est un procédé d'analyse de surface connu sous le nom de SIMS, d'après l'acronyme anglais signifiant secondary ion mass spectrometry, qui consiste à bombarder la surface de l'échantillon à analyser avec un faisceau d'ions. L'échantillon est alors pulvérisé, et une partie de la matière pulvérisée est ionisée. Ces ions secondaires sont alors accélérés vers un spectromètre de masse qui permettra de mesurer la composition élémentaire, isotopique ou moléculaire de la surface de l'échantillon. Le SIMS est la technique d'analyse de surface la plus sensible, mais présente plus de difficultés dans l'interprétation quantitative précise que d'autres techniques.

## Histoire
L'histoire du SIMS est largement développée dans le livre Secondary Ion Mass Spectrometry: Basic Concepts, Instrumental Aspects, Applications, and Trends référencé dans cet article. Les premières observations de la pulvérisation ionique ont été faites par Thomson en 1910. C'est à Herzog and Viehboek que l'on doit les travaux de base qui ont conduit à l'élaboration de la technique, autour de 1949, à l'Université de Vienne, en Autriche. Deux projets d'instruments SIMS ont été développés de façon indépendante dès la fin des années cinquante. Un projet américain, sous la conduite de Liebl et Herzog fut financé par la NASA, et mené à bien au sein de la société GCA Corp dans le Massachusetts. Un projet français fut initié à l'université d'Orsay par Raimond Castaing et mené à bien par son thésard, puis continuateur Georges Slodzian. Les deux instruments furent industrialisés respectivement par GCA Corp et Cameca, une filiale de la CSF localisée dans la région parisienne. Cette société est toujours impliquée en 2005 dans les instruments SIMS. Les deux premiers instruments, l'américain et le français intégraient tous les deux un analyseur magnétique. Au début des années 70, des instruments SIMS furent développés avec des quadripôles en guise d'analyseurs : Alfred Benninghoven à l'Université de Münster et K. Wittmack dans la région de Munich. Au début des années 80, à l'Université de Münster des analyseurs à temps de vol (Time Of Flight - TOF) furent intégrés à des instruments SIMS (Benninghoven, Niehus and Steffens).

## Instrumentation: SIMS Magnétique

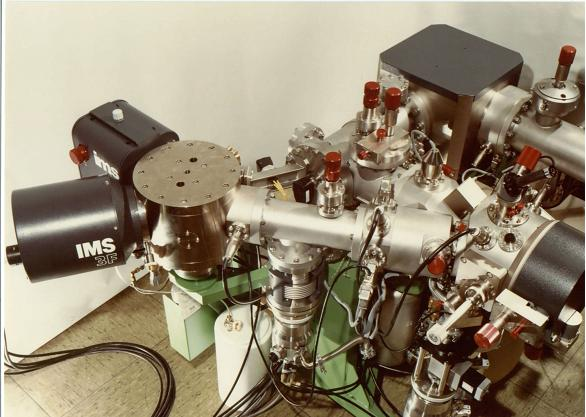
IMS 3f de Cameca: Ce modèle, lancé en 1978 est équipé, ci-dessus, de 2 sources d'ions primaires: Duoplasmatron et Césium

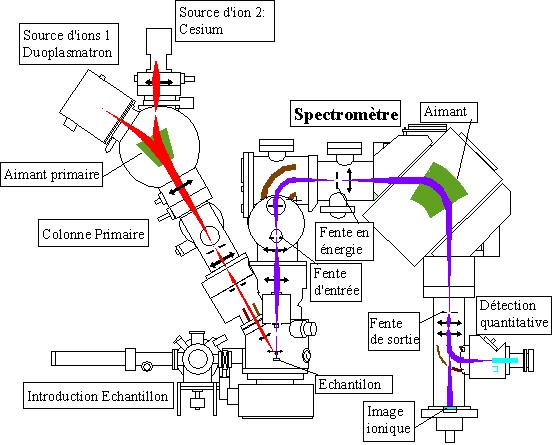
Schéma de l'IMS 6f, de Cameca (1994)

Un instrument SIMS comporte une colonne d'ions primaire qui produit sur l'échantillon à analyser une sonde d'ions primaires. La colonne primaire peut être équipée, comme pour les instruments IMS3f ou IMS6f de deux sources (oxygène et césium), produisant respectivement des ions d'éléments chimiques électropositifs  ou électronégatifs . L'échantillon est porté à haute tension, et les ions secondaires sont accélérés vers un spectromètre de masse magnétique. Comme les ions SIMS ont souvent une dispersion en énergie élevée, il est nécessaire que le spectromètre de masse soit "à double focalisation", c'est-à-dire que la dispersion en énergie de l'aimant doit être compensée : c'est le rôle du secteur électrostatique qui produit une dispersion en énergie inverse de celle de l'aimant. Une optique ionique d'adaptation constituée de lentilles électrostatiques est disposée entre l'échantillon et la fente d'entrée du spectromètre. Le fait que le secteur électrostatique, sphérique, et l'aimant soient tous deux stigmatiques permet de transporter l'image de l'échantillon et de projeter une image ionique, filtrée en masse sur un dispositif de conversion ions-photons. Plus généralement, pour les analyses quantitatives, les ions secondaires sont acheminés sur des dispositifs détecteurs, multiplicateurs d'électrons ou cages de Faraday.

## Performances de la technique
Le SIMS permet d'obtenir des détections limite d'éléments trace entre 1012 et 1016 atomes/cm3. Du fait de la pulvérisation de la surface de l'échantillon, la technique permet la reconstitution de "profils en profondeur" jusqu'à une profondeur de 10 micromètres. Lorsque le faisceau primaire a une énergie d'impact inférieure à 500 eV, la résolution en profondeur est de l'ordre du nanomètre.
En imagerie par balayage, certains instruments permettent d'obtenir une résolution latérale meilleure que 50 nanomètres.
Avec l'utilisation d'échantillons étalons, il est possible de réaliser des analyses locales de rapports isotopiques avec une précision de 0,01 %.
En analyse de surface, il est courant de distinguer le SIMS statique (SSIMS) et le SIMS dynamique (DSIMS). Le SIMS statique correspond à l'analyse de couches monoatomiques à la surface de l'échantillon, alors que le SIMS dynamique correspond à une analyse de volume. Les processus physiques de production des ions secondaires sont sensiblement différents dans les deux cas.